# آخي دراكون
من فئة دولفين 2، من بناء شركة تي كيه أم أس في كيل، ألمانيا. وتخضع حالياً لتجارب بحرية. تشير الشائعات تشير إلى أن دراكون ستكون أطول من الغواصات السابقة من فئتها وقد يكون لديها قدرات تسليح جديدة، بما في ذلك نظام الإطلاق العمودي (VLS)، على الرغم من عدم تأكيد ذلك من قبل الحكومة الألمانية أو الإسرائيلية. تُظهر الرسوم التوضيحية الصادرة عن شركة تي كيه أم أس، المقاول الرئيسي، أن الغواصة مزودة ببرج موسع وشكل الهيكل متغير بشكل واضح. واصلت تي كيه أم أس في تقديم أوصاف الغواصة بكونها ذات «تصميم حديث تماماً، والذي وُضع خصيصاً لتلبية المتطلبات التشغيلية للبحرية الإسرائيلية.» 
كان من المقرر أصلاً تسمية الغواصة باسم ديكر، على اسم الغواصة التي غرقت في ظروف غامضة في 1968 وعلى متنها جميع أفراد طاقمها. لكن أهالي الضحايا من طاقم الغواصة الغارقة عارضوا التسمية، ومن ثم أُطلق اسم دراكون على الغواصة الجديدة والذي يعني سمك الطرخين كما يحوي نفس حروف ديكر في العبرية.

## وصلات خارجية
- Israeli submarine Dolphin
- FAS: Israel: Submarines
- Dolphin class submarines cutaway diagram, Der Spiegel, 5 June 2012